# Peacemaker (film 1997)
Peacemaker – amerykańskiej film fabularny z 1997 roku. Inspiracją do powstania filmu był artykuł napisany przez dziennikarzy Leslie i Andrew Cockburn, oparty na odtajnionych raportach wywiadu o przemycie broni nuklearnej z byłego Związku Radzieckiego.

## Fabuła
Na terenie byłego Związku Radzieckiego z ogromną prędkością zbliżają się do siebie dwa pociągi. Jeden przewozi pasażerów, drugi broń nuklearną przeznaczoną do rozbrojenia. Następuje zderzenie pociągów i wybuch bomby. Wypadek jak się potem okazuje nie był przypadkiem, lecz podstępem zaplanowanym przez terrorystów. Z pociągu z bronią zostaje uprowadzony prawie cały transport broni nuklearnej. Doktor Julia Kelly – specjalistka od broni nuklearnej – szybko dochodzi do wniosku, że katastrofa w Rosji nie jest zwykłym wypadkiem, lecz dziełem terrorystów. Podpułkownik Thomas Devoe również uważa, że zderzenie pociągów miało na celu ukrycie kradzieży ładunku nuklearnego. Ich szybka analiza doprowadza do odzyskania wszystkich bomb z wyjątkiem jednej, która pozostaje w rękach terrorystów. Rozpoczyna się pościg za brakującą głowicą nuklearną.

## Obsada
- George Clooney – Thomas Devoe
- Nicole Kidman – Julia Kelly
- Armin Mueller-Stahl – Dimitri Vertikoff
- Marcel Iures – Dusan Gavrich
- Rene Medvesek – Vlado Mirich
- Gary Werntz – Hamilton
- Randall Batinkoff – Ken
- Jim Haynie – Generał Garnett

## Produkcja
Zdjęcia kręcono w Nowym Jorku, Macedonii Północnej oraz na Słowacji (Bratysława, Čremošné).